# Cambodge aux Jeux paralympiques
Le Cambodge a participé pour la première fois aux Jeux paralympiques aux Jeux paralympiques d'été de 2000 à Sydney et n'a remporté aucune médaille depuis ses débuts dans la compétition.